# クリステン・ニゴール
クリステン・ニゴール （Kristen Nygaard, 1926年8月27日 - 2002年8月10日）は、ノルウェー人の数学者、計算機科学者にして政治家。オスロ生まれ。2002年、心筋梗塞により死去。クリステン・ニガードと表記されることもある。ノルウェー語での発音により近い表記は、ニィゴール。

## オブジェクト指向プログラミング
1960年代にオーレヨハン・ダールと共にオブジェクト指向プログラミングを創始し、プログラミング言語Simulaを開発したことで知られている。現代情報社会の基盤を形成しているコンピュータシステムは人類が創造した最も複雑なものである。ニゴールらが行った革新的研究によってその複雑さを管理することが可能となった。
1956年、オスロ大学で数学の修士号を取得した。論文テーマは "Theoretical Aspects of Monte Carlo Methods"（モンテカルロ法の理論的側面）である。
ノルウェー国防研究機構に1948年から1960年まで勤務した（1954年ごろまで、情報工学とプログラミング、1952年ごろから、オペレーションズリサーチを主に担当）。1957年以降、同機構初のオペレーションズリサーチグループのリーダーとなった。彼はノルウェーでのオペレーションズリサーチの学会の設立にも関与し、初代会長も務めた（1959年-1964年）。
1960年、ノルウェー・コンピューティング・センター (NR) に雇われ、研究機関としての基礎固めを行い、1962年に研究部門長となった。ここでオーレヨハン・ダールと共同で世界初のオブジェクト指向プログラミング言語 SIMULA I（1961年-1965年）とSIMULA 67を開発した。その後のオブジェクト指向言語を構成するオブジェクト、クラス、継承、マルチスレッドプログラム実行などはここで生み出された。1971年から1973年まで、労働運動の目的を考慮してノルウェーの労働組合の計画、コントロール、データ処理などを評価する研究を行った。また、1975年ごろまでコンピュータ技術が社会に与える影響などの研究を行い、同時に汎用システム記述言語 DELTA を開発した。
1975年から1976年まで、デンマークのオーフスで教授を務め、その後オスロで名誉教授となった（1977年からパートタイム、1984年から1996年までフルタイム）。この時期にシステム開発とコンピュータ技術の社会への影響について研究と教育を行い、参加型デザインと呼ばれる分野に密接に関連する Scandinavian School in System Development を設立した。
1976年から汎用オブジェクト指向プログラミング言語 BETA の開発と実装（1986年から）に携わった。この言語は今では様々なコンピュータで使用可能となっている。
1980年代前半、スカンディナヴィアの研究プログラム SYDPOL の運営委員会会長を務めた。これはシステム開発、言語研究、人工知能などを研究するグループをサポートするものである。
1990年6月、スウェーデンのルンド大学から名誉博士号を授与され、1991年6月にはデンマークの University of Aalborg からも名誉博士号を授与された。また、ノルウェー科学アカデミーの会員にもなった。1990年10月、社会的責任を考えるコンピュータ専門家の会はニゴールの貢献に対してノーバート・ウィーナー賞を授与した。
1995年から1999年、分散型システムに関する研究を行った。1997年から3年間、GOODS(General Object-Oriented Distributed Systems)のリーダーを務めた。これはハードウェア基盤からユーザーまでを含めた階層型の分散システムを設計可能なオブジェクト指向言語と開発手法の改良を目指したものである。
2000年6月、「オブジェクト技術のコンセプトを生み出した」ことに対して、オブジェクト指向の国際標準化団体 Object Management Group(OMG) から名誉フェローとして表彰された。2001年11月、ダールと共に「SIMULA 67 の設計と実装を通してオブジェクト指向プログラミングのコンセプトを生み出したことに対して」IEEEフォン・ノイマンメダルを受賞した。2002年2月、再びダールと共に2001年のチューリング賞を受賞した。受賞理由は「プログラミング言語 Simula I と Simula 67 の設計を通してオブジェクト指向プログラミングの基本的なアイデアを生み出したことに対して」である。
晩年の研究は主に入門的なプログラミング教育と情報学のためのプロセス指向概念基盤の創造であった。このための新たな研究プロジェクト COOL(Comprehensive Object-Oriented Learning) で開発が行われた。

## その他の業績
1970年代の約10年間、OECDにおいてノルウェーの情報技術関連の代表として働いた。また、ノルウェー労働組合連合会の研究委員会の一員として各国の労働組合とも協力していた。
1984年から1985年にかけて、オスロ大学情報学委員会の議長として大学内の研究・教育・コンピュータ設備などの計画策定に携わった。
彼はまた、環境保護、アルコール中毒患者救済などに関しても活動を行った。1960年代中盤以降、ノルウェーの政党 Venstre の運営委員会の一員として政治活動を行った。1971年から2001年、労働党のメンバーとして運営にも関わった。特に1972年の欧州連合加盟に関する投票の際には、加盟によって不利益を受ける若者たちと共に反対の立場をとり、積極的に活動を展開した。1994年の欧州連合加盟に関する投票に際して、ニゴールは Nei til EU（英語にすると No to EU）を組織して大々的なキャンペーンを行った。これにより11月28日、52.5%が欧州連合加盟に反対となったのである。
1996年から1997年にかけて、反マーストリヒト運動を組織した。これはマーストリヒト条約とヨーロッパの経済通貨統合に反対する各国の組織を連携させるもので、1997年3月3日に発足した。